# Trirhithrum divisum
Trirhithrum divisum
 es una especie de insecto del género Trirhithrum de la familia Tephritidae del orden Diptera.
Munro la describió científicamente por primera vez en el año 1934.